# Хелбой (филм)
„Хелбой“ (на английски: Hellboy) е американски филм от 2004 г. със сценарист и режисьор Гийермо дел Торо. Главната роля се изпълнява от Рон Пърлман.
Филмът има финансов успех и е добре приет от критиците. През 2008 г. излиза продължението му, озаглавено „Хелбой 2: Златната армия“.
В България филмът е излъчен през 2009 г. по Нова телевизия с български войсоувър дублаж на „Арс Диджитал Студио“. Екипът се състои от:
| Озвучаващи артисти  | Тодор Николов Силви Стоицов Даниел Цочев Татяна Захова Йорданка Илова |
| Преводач            | Любен Марковски                                                       |
| Тонрежисьор         | Михаил Михайлов                                                       |
| Режисьор на дублажа | Венета Маринова                                                       |